# Haiyang
Pour la famille de satellites voir Haiyang
Haiyang (海阳 ; pinyin : Hǎiyáng) est une ville de la province du Shandong en Chine. C'est une ville-district placée sous la juridiction administrative de la ville-préfecture de Yantai.

## Démographie
La population du district était de 694 832 habitants en 1999.

## Activités spatiales
La ville vue choisie dans les années 2010 pour devenir le port d'attache des lancements en mer effectués par les lanceurs orbitaux nationaux Longue Marche. En 2019, le premier lanceur maritime chinois, une Longue Marche 11, quitta le port d'Haiyang pour réaliser un décollage en mer Jaune. Plusieurs bâtiments de préparation au vol ont été construits sur le port, afin d'être prêts à supporter une cadence de tir bien plus importante dans les prochaines années.